# Hylophilus decurtatus
Hylophilus decurtatus е вид птица от семейство Vireonidae.

## Разпространение
Видът е разпространен в Белиз, Гватемала, Еквадор, Колумбия, Коста Рика, Мексико, Никарагуа, Панама, Перу, Салвадор и Хондурас.